# WWE・バックラッシュ
バックラッシュ(Backlash)は、アメリカのプロレス団体WWEの主催するプロレス興行。およびそれを扱ったPPV。開催は年に1回で、毎年4月 - 5月に行われる。初開催は1999年。

## 試合結果

### 第1回大会（1999年）Backlash: In Your House
- 開催日 : 4月25日
- 開催場所 : ロードアイランド州プロビデンスのプロビデンス・シビック・センター
- 観客動員数 : 10,939人
- サンデー・ナイト・ヒート・マッチ -Sunday Night HEAT Match-

○バル・ビーナス＆ニコル・バス vs ディーロ・ブラウン＆アイボリー●
- サンデー・ナイト・ヒート・マッチ -Sunday Night HEAT Match-

○ドロズ＆プリンス・アルバート vs トゥー・マッチ（ブライアン・クリストファー＆スコット・テイラー）●
- サンデー・ナイト・ヒート・マッチ -Sunday Night HEAT Match-

○ケイン vs ビッグ・ボスマン●
- サンデー・ナイト・ヒート・マッチ -Sunday Night HEAT Match-

○ヴィセラ vs テスト●
- ○ザ・ミニストリー・オブ・ダークネス（ブラッドショー＆ファルーク＆ミディオン） vs ザ・ブルード（ギャングレル＆エッジ＆クリスチャン）●
- WWFハードコア王座戦 -WWF Hardcore Championship-

●ハードコア・ホーリー(c) vs アル・スノー（w / ヘッド）○
- WWFインターコンチネンタル王座戦 -WWF Intercontinental Championship-

○ザ・ゴッドファーザー(c) vs ゴールダスト（w / ブルー・ミーニー）●
- ○ニュー・エイジ・アウトローズ（ロード・ドッグ＆ビリー・ガン） vs ジェフ・ジャレット＆オーエン・ハート（w / デブラ）●
- ボイラー・ルーム・ブロウル -Boiler Room Brawl-

○マンカインド vs ビッグ・ショー●
- ○トリプルH（w / チャイナ） vs X-パック●
- ○ジ・アンダーテイカー（w / ポール・ベアラー） vs ケン・シャムロック●
- ノー・ホールズ・バート・マッチ形式WWF王座戦 -No Holds Barred Match for the WWF Championship- スペシャル・レフェリー シェイン・マクマホン

○"ストーンコールド" スティーブ・オースチン(c) vs ザ・ロック●

### 第2回大会（2000年）WWF Backlash 2000
- 開催日 : 4月30日
- 開催場所 : ワシントンD.C.のMCIセンター
- 観客動員数 : 17,867人
- WWFタッグ王座戦 -WWF Tag Team Championship-

○エッジ＆クリスチャン(c) vs ロード・ドッグ＆X-パック（w / トーリー）●
- WWFライトヘビー級王座戦 -WWF Light Heavyweight Championship-

○ディーン・マレンコ(c) vs スコッティ・2・ホッティ●
- ○ザ・ビッグ・ボスマン＆ブル・ブキャナン vs ジ・アコライツ（ブラッドショー＆ファルーク）●
- 6ウェイ形式WWFハードコア王座戦 -Six Man WWF Hardcore Championship-

○クラッシュ・ホーリー(c) vs マット・ハーディー vs ジェフ・ハーディー vs ハードコア・ホーリー vs ペリー・サターン vs タズ●
- ○ビッグ・ショー vs カート・アングル●
- ○T＆A（テスト＆プリンス・アルバート）（w / トリッシュ・ストラタス） vs ザ・ダッドリー・ボーイズ（ババ・レイ・ダッドリー＆ディーボン・ダッドリー）●
- WWFヨーロピアン王座戦 -WWF European Championship-

○エディ・ゲレロ(c)（w / チャイナ） vs エッセ・リオス（w / リタ）●
- WWFインターコンチネンタル王座戦 -WWF Intercontinental Championship-

○クリス・ベノワ(c) vs クリス・ジェリコ●
クリス・ジェリコの反則負け
- WWF王座戦 -WWF Championship- スペシャル・レフェリー シェイン・マクマホン

●トリプルH(c)（w / ステファニー・マクマホン・ヘルムスリー＆ビンス・マクマホン） vs ザ・ロック○

### 第3回大会（2001年）WWF Backlash 2001
- 開催日 : 4月29日
- 開催場所 : イリノイ州シカゴのオールステート・アリーナ
- 観客動員数 : 17,154人
- サンデー・ナイト・ヒート・マッチ/WWFライトヘビー級王座戦 -Sunday Night HEAT Match/WWF Light Heavyweight Championship-

●クラッシュ・ホーリー(c) vs ジェリー・リン○
- サンデー・ナイト・ヒート・マッチ -Sunday Night HEAT Match-

○リタ vs モーリー・ホーリー●
- ○X-ファクター（X-パック＆ジャスティン・クレディブル＆アルバート） vs ザ・ダッドリー・ボーイズ（ババ・レイ・ダッドリー＆ディーボン・ダッドリー＆スパイク・ダッドリー）●
- WWFハードコア王座戦 -WWF Hardcore Championship-

○ライノ(c) vs レイヴェン●
- ダッチェス・オブ・クイーンズベリー・ルール・マッチ -Duchess of Queensbury Rules Match-

○ウィリアム・リーガル vs クリス・ジェリコ●
- アルティメット・サブミッション・マッチ -Ultimate Submission Match-

○クリス・ベノワ vs カート・アングル●
- ラストマン・スタンディング・マッチ -Last Man Standing Match-

○シェイン・マクマホン vs ビッグ・ショー●
- トリプルスレット形式WWFヨーロピアン王座戦 -Triple Threat Match for the WWF European Championship-

○マット・ハーディー(c) vs エディ・ゲレロ vs クリスチャン●
- WWF王座,WWFインターコンチネンタル王座＆WWFタッグ王座戦 -WWF Championship,WWF Intercontinental Championship and WWF Tag Team Championship-

○"ストーンコールド" スティーブ・オースチン（WWF王者）＆トリプルH（IC王者）（w / ステファニー・マクマホン・ヘルムスリー） vs ジ・アンダーテイカー＆ケイン（WWFタッグ王者）●
（オースチン＆トリプルHが勝利すればテイカー＆ケインの保有するWWFタッグ王座を獲得。テイカー＆ケインが勝利すればオースチンの保有するWWF王座、トリプルHの所有するIC王座を獲得）

### 第4回大会（2002年）WWF Backlash 2002
- 開催日 : 4月21日
- 開催場所 : ミズーリ州カンザスシティのケンパー・アリーナ
- 観客動員数 : 12,489人
- 公式大会曲 : Creed - Young Grow Old
- サンデー・ナイト・ヒート・マッチ/ハンディキャップ・マッチ -Sunday Night HEAT Match/Handicap Match-

○ビッグ・ショー vs ジャスティン・クレディブル＆スティービー・リチャーズ●
- WWFクルーザー級王座戦 -WWF Cruiserweight Championship-

●ビリー・キッドマン(c) vs タジリ（w / トリー・ウィルソン）○
- ○スコット・ホール（w / X-パック） vs ブラッドショー（w / ファルーク）●
- WWF女子王座戦 -WWF Women's Championship-

○ジャズ(c) vs トリッシュ・ストラタス●
- ○ブロック・レスナー（w / ポール・ヘイマン） vs ジェフ・ハーディー（w / リタ）●
- ○カート・アングル vs エッジ●
- WWFインターコンチネンタル王座戦 -WWF Intercontinental Championship-

●ロブ・ヴァン・ダム(c) vs エディ・ゲレロ○
- WWF統一王座第一挑戦者決定戦 -Number One Contenders Match for the WWF Undisputed Championship- 特別レフェリー リック・フレアー

○ジ・アンダーテイカー vs "ストーンコールド" スティーブ・オースチン●
- WWFタッグ王座戦 -WWF Tag Team Championship-

○ビリー＆チャック(c)（w / リコ） vs アル・スノー＆メイヴェン●
- WWF統一王座戦 -Undisputed WWF Championship-

●トリプルH(c) vs "ハリウッド" ハルク・ホーガン○

### 第5回大会（2003年）WWE Backlash 2003
- 開催日 : 4月27日
- 開催場所 : マサチューセッツ州ウースターのワーチェスター・セントラム
- 観客動員数 : 10,000人
- 公式大会曲 : Cold - Remedy
- サンデー・ナイト・ヒート・マッチ -Sunday Night HEAT Match-

○スコット・スタイナー vs リコ●
- WWEタッグ王座戦 -WWE Tag Team Championship-

○チーム・アングル（シェルトン・ベンジャミン＆チャーリー・ハース）(c) vs ロス・ゲレロス（エディ・ゲレロ＆チャボ・ゲレロ）●
- ○ショーン・オヘア（w / "ラウディ" ロディ・パイパー） vs リキシ●
- 世界タッグ王座戦 -World Tag Team Championship- スペシャル・レフェリー チーフ・モーリー

○ロブ・ヴァン・ダム＆ケイン(c) vs ザ・ダッドリー・ボーイズ（ババ・レイ・ダッドリー＆ディーボン・ダッドリー）●
- WWE女子王座 -WWE Women's Championship-

●トリッシュ・ストラタス(c) vs ジャズ（w / セオドア・ロング）○
- ○ビッグ・ショー vs レイ・ミステリオ●
- WWE王座戦 -WWE Championship-

○ブロック・レスナー(c) vs ジョン・シナ●
- ○トリプルH＆リック・フレアー＆クリス・ジェリコ vs ショーン・マイケルズ＆ケビン・ナッシュ＆ブッカー・T●
- ○ゴールドバーグ vs ザ・ロック●

### 第6回大会（2004年）WWE RAW's Backlash 2004
- 開催日 : 4月18日
- 開催場所 : アルバータ州エドモントンのレクソール・プレイス
- 観客動員数 : 13,000人
- 公式大会曲 : Edgewater - Eyes Wired Shut
- サンデー・ナイト・ヒート・マッチ -Sunday Night HEAT Match-

○バル・ビーナス vs マット・ハーディー●
- ○シェルトン・ベンジャミン vs リック・フレアー●
- ○ジョナサン・コーチマン vs タジリ●
- ハンディキャップ・マッチ -Handicap Match-

○クリス・ジェリコ vs クリスチャン＆トリッシュ・ストラタス●
- WWE女子王座戦 -WWE Women's Championship-

○ビクトリア(c) vs リタ●
- ハードコア・マッチ形式WWEインターコンチネンタル王座戦 -Hardcore match for the WWE Intercontinental Championship-

○ランディ・オートン(c) vs カクタス・ジャック●
- ○ザ・ハリケーン＆ロージー vs ラ・レジスタンス（シルヴァン・グラニエ＆ロブ・コンウェイ）
- ○エッジ vs ケイン●
- トリプルスレット形式世界ヘビー級王座戦 -Triple Threat Match for the World Heavyweight Championship-

○クリス・ベノワ(c) vs トリプルH vs ショーン・マイケルズ●

### 第7回大会（2005年）WWE RAW's Backlash 2005
- 開催日 : 5月1日
- 開催場所 : ニューハンプシャー州マンチェスターのベライゾン・ワイヤレス・アリーナ
- 観客動員数 : 14,000人
- 公式大会曲 : Trust Company - Stronger
- サンデー・ナイト・ヒート・マッチ -Sunday Night HEAT Match-

○タイソン・トムコ vs バル・ビーナス●
- WWEインターコンチネンタル王座戦 -WWE Intercontinental Championship-

○シェルトン・ベンジャミン(c) vs クリス・ジェリコ●
- タッグチーム・ターモイル・マッチ形式世界タッグ王座戦 -Tag Team Turmoil Match for the World Tag Team Championship-

●タジリ＆ウィリアム・リーガル(c) vs ラ・レジスタンス（シルヴァン・グラニエ＆ロブ・コンウェイ） vs メイヴェン＆サイモン・ディーン vs ザ・ハート・スロブス（ロメオ＆アントニオ） vs ザ・ハリケーン＆ロージー○
| 試合順 | 対戦カード                                                     | 敗退したスーパースター | 退場させたスーパースター |
| 1      | タジリ＆ウィリアム・リーガル vs ザ・ハートスロブス             | アントニオ             | タジリ                   |
| 2      | タジリ＆ウィリアム・リーガル vs メイヴェン＆サイモン・ディーン | サイモン・ディーン     | ウィリアム・リーガル     |
| 3      | タジリ＆ウィリアム・リーガル vs ラ・レジスタンス               | ウィリアム・リーガル   | ロブ・コンウェイ         |
| 4      | ラ・レジスタンス vs ザ・ハリケーン＆ロージー                   | ロブ・コンウェイ       | ザ・ハリケーン           |

- ラストマン・スタンディング・マッチ -Last Man Standing Match-

○エッジ vs クリス・ベノワ●
- ○ケイン（w / リタ） vs ヴィセラ（w / トリッシュ・ストラタス）●
- ○ハルク・ホーガン＆ショーン・マイケルズ vs モハメド・ハッサン＆デバリ●
- 世界ヘビー級王座戦 -World Heavyweight Championship-

○バティスタ(c) vs トリプルH●

### 第8回大会（2006年）WWE RAW's Backlash 2006
- 開催日 : 4月30日
- 開催場所 : ケンタッキー州レキシントンのラップ・アリーナ
- 観客動員数 : 14,000人
- 公式大会曲 : Danko Jones - Baby Hates Me
- サンデー・ナイト・ヒート・マッチ -Sunday Night HEAT Match-

○ゴールダスト vs ロブ・コンウェイ●
- ○カリート vs クリス・マスターズ●
- ○ウマガ（w / アルマンド・アレハンドロ・エストラーダ） vs リック・フレアー●
- WWE女子王座戦 -WWE Women's Championship-

●ミッキー・ジェームス(c) vs トリッシュ・ストラタス○
- WWEインターコンチネンタル王座戦 -WWE Intercontinental Championship-

●シェルトン・ベンジャミン(c) vs ロブ・ヴァン・ダム（マネー・イン・ザ・バンク保持者）○
ベンジャミンが勝利すればRVDのマネー・イン・ザ・バンクを獲得。RVDが勝利すればベンジャミンの保有するIC王座を獲得
- △ケイン vs ビッグ・ショー△

ビッグ・ショーが試合放棄の為ノーコンテスト
- ノー・ホールズ・バード・マッチ -No Holds Barred Match-

○ミスター・マクマホン＆シェイン・マクマホン vs ショーン・マイケルズ＆"ゴッド"●
ゴッドは試合未出場。実質的なハンディキャップ・マッチ
- トリプルスレット形式WWE王座戦 -Triple Threat Match for the WWE Championship-

○ジョン・シナ(c) vs エッジ（w / リタ） vs トリプルH●

### 第9回大会（2007年）WWE Backlash 2007
- 開催日 : 4月29日
- 開催場所 : ジョージア州アトランタのフィリップス・アリーナ
- 観客動員数 : 14,500人
- 公式大会曲 : Daughtry - There and Back Again
- ダーク・マッチ -Dark Match-（RAW）

○カリート vs ジョニー・ナイトロ●
- 世界タッグ王座戦 -World Tag Team Championship-（RAW）

○ハーディー・ボーイズ（マット・ハーディー＆ジェフ・ハーディー）(c) vs ランス・ケイド＆トレバー・マードック●
- WWE女子王座戦 -WWE Women's Championship-（RAW）

○メリーナ(c) vs ミッキー・ジェームス●
- WWE・US王座戦 -WWE United States Championship-（SmackDown!）

○クリス・ベノワ(c) vs MVP●
- 3対1ハンディキャップ形式ECW世界王座戦 -3 on 1 Handicap Match for the ECW World Heavyweight Championship-（RAW＆ECW）

●ボビー・ラシュリー(c) vs ミスター・マクマホン＆シェイン・マクマホン＆ウマガ○
ミスター・マクマホンが新ECW世界王者になる。
- ラストマン・スタンディング・マッチ形式世界ヘビー級王座戦 -Last Man Standing Match for the World Heavyweight Championship-（SmackDown!）

△ジ・アンダーテイカー(c) vs バティスタ△
- フェイタル4ウェイ形式WWE王座戦 -Fatal Four-Way Match for the WWE Championship-（RAW）

○ジョン・シナ(c) vs ショーン・マイケルズ vs エッジ vs ランディ・オートン●

### 第10回大会（2008年）WWE Backlash 2008
- 開催日 : 4月27日
- 開催場所 : メリーランド州ボルチモアのファースト・マリナー・アリーナ
- 観客動員数 : 9,000人
- 公式大会曲 : Kid Rock - All Summer Long
- ダーク・マッチ -Dark Match-

○ジョン・モリソン&ザ・ミズ vs ジミー・ワン・ヤン&シャノン・ムーア●
- WWE US王座戦 -WWE United States Championship-（SmackDown!）

●MVP(c) vs マット・ハーディー○
- ECW世界王座戦 -ECW World Heavyweight Championship-（ECW）

○ケイン(c) vs チャボ・ゲレロ(w /バム・ニーリー)●
- ○ビッグ・ショー vs ザ・グレート・カリ●
- ○ショーン・マイケルズ vs バティスタ●

特別レフェリー クリス・ジェリコ
- ディーヴァ12人タッグマッチ -12-Diva Tag Team Match-

○ベス・フェニックス、メリーナ、ジリアン、レイラ、ビクトリア、ナタリア vs ミッキー・ジェームス、マリア、アシュリー、ミシェル・マクール、チェリー、ケリー・ケリー●
- 世界ヘビー級王座戦 -World Heavyweight Championship-（SmackDown!）

○ジ・アンダーテイカー(c) vs エッジ●
- フェイタル4ウェイ・エリミネーション形式WWE王座戦 -Fatal Four-Way Elimination Match for the WWE Championship-（RAW）

ランディ・オートン(c) vs JBL vs ジョン・シナ vs トリプルH○
| 退場順 | スーパースター     | 退場させたスーパースター |
| 1      | JBL                | ジョン・シナ             |
| 2      | ジョン・シナ       | ランディ・オートン       |
| 3      | ランディ・オートン | トリプルH                |
| 勝者   | トリプルH          |                          |

### 第11回大会（2009年）WWE Backlash 2009
- 開催日 : 4月26日
- 開催場所 : ロードアイランド州プロビデンスのダンキンドーナツ・センター
- 観客動員数 : 8,500人
- 公式大会曲 :The Veer Union - Seasons
- ダーク・マッチ -Dark Match-

○コフィ・キングストン vs ドルフ・ジグラー●
- ECW王座戦 -ECW Championship-

●ジャック・スワガー(c) vs クリスチャン○
- ○クリス・ジェリコ vs リッキー・スティムボート●
- ○ケイン vs CMパンク●
- "アイ・クイット" マッチ -"I Quit" Match-

○ジェフ・ハーディー vs マット・ハーディー●
- 6人タッグチームマッチ形式WWE王座戦 -Six-man tag team Match for the WWE Championship-

●トリプルH(c) & シェイン・マクマホン & バティスタ vs レガシー(コーディ・ローデス&テッド・デビアス&ランディ・オートン)○
- ラストマン・スタンディング・マッチ形式世界ヘビー級王座戦 -Last Man Standing Match for the World Heavyweight Championship-

●ジョン・シナ(c) vs エッジ○

### 第12回大会（2016年）WWE SmackDown LIVE's Backlash 2016
- 開催日 : 9月11日
- 開催場所 : バージニア州リッチモンドのリッチモンド・アリーナ
- 観客動員数 : 7000人
- 公式大会曲 : Through Fire - "Stronger"
- キックオフ・ショー -Kickoff Show-

○バロン・コービン vs アポロ・クルーズ●
- 6パック・エリミネーションマッチ形式WWEスマックダウン女子王者決定戦 -Six-pack elimination challenge for the inaugural WWE SmackDown Women's Championship-

○ベッキー・リンチ vs カーメラ vs ナオミ vs ナタリア vs アレクサ・ブリス vs ニッキー・ベラ
| 退場順 | スーパースター   | 退場させたスーパースター |
| ------ | ---------------- | ------------------------ |
| 1      | アレクサ・ブリス | ナオミ                   |
| 2      | ナオミ           | ナタリア                 |
| 3      | ナタリア         | ニッキー・ベラ           |
| 4      | ニッキー・ベラ   | カーメラ                 |
| 5      | カーメラ         | ベッキー・リンチ         |
| 勝者   | ベッキー・リンチ |                          |

- タッグ・トーナメント準決勝 -Tag team match to qualify for the tag team tournament final match-

○ウーソズ (ジェイ・ウーソ&ジミー・ウーソ) vs ハイプ・ブロズ (ザック・ライダー&モジョ・ローリー)●
- インターコンチネンタル王座戦 -WWE Intercontinental championship-

○ザ・ミズ(w/マリース)(c) vs ドルフ・ジグラー●
- ○ブレイ・ワイアット vs ランディー・オートン●

オートンが試合前に襲われ、没収試合扱いながらワイアットの勝利、ワイアットばケインと対戦へ。
- ノー・ホールズ・バード・マッチ -No Holds Barred match-

○ケイン vs ブレイ・ワイアット●
- WWEスマックダウンタッグチーム王者決定戦 -Tag team tournament final match for the inaugural WWE SmackDown Tag Team Championship-

○ヒース・スレーター&ライノ vs ウーソズ(ジミー・ウーソ&ジェイ・ウーソ)●
- WWE世界王座戦 -WWE World Championship-

●ディーン・アンブローズ(c) vs AJスタイルズ○

### 第13回大会 (2017年) WWE SmackDown LIVE's Backlash 2017
- 開催日 : 5月21日
- 開催場所 : イリノイ州シカゴのオールステート・アリーナ
- 観客動員数 : 9800 - 10000人
- 公式大会曲 : Bleeker - "Highway"
- キックオフ・ショー -Kickoff Show-

○タイ・デリンジャー vs エイデン・イングリッシュ●
- ○中邑真輔 vs ドルフ・ジグラー●
- WWEスマックダウンタッグチーム王者決定戦 -WWE SmackDown Tag Team Championship-

○ウーソズ (ジェイ・ウーソ&ジミー・ウーソ)(c) vs ブリーザンゴ(タイラー・ブリーズ&ファンダンゴ)●
- ○サミ・ゼイン vs バロン・コービン●
- ●ナオミ & シャーロット・フレアー & ベッキー・リンチ vs ナタリア vs カーメラ vs タミーナ○
- WWEユナイテッドステイツ王座戦 -WWE United States championship-

○ケビン・オーエンズ(c) vs AJスタイルズ●
- ○ルーク・ハーパー vs エリック・ローワン●
- WWE王座戦 -WWE Championship-

●ランディ・オートン(c) vs ジンダー・マハル (w / シン・ブラザーズ (サミル・シン & スニル・シン))○

### 第14回大会（2018年）WWE Backlash 2018
- 開催日 : 5月6日
- 開催場所 : プルデンシャルセンター (ニュージャージー州ニューアーク)
- 観客動員数 : 14,724人
- 公式大会曲 : Barns Courtney - "Champion"[1]

| No.                                                                             | 結果                                                                                    | 試合形式                        | 時間  |
| ------------------------------------------------------------------------------- | --------------------------------------------------------------------------------------- | ------------------------------- | ----- |
| 1P                                                                              | ○ルビー・ライオット (with リヴ・モーガン & サラ・ローガン) vs. ベイリー●                | シングルマッチ                  | 10:10 |
| 2                                                                               | ○セス・ロリンズ (c) vs. ザ・ミズ●                                                       | WWEインターコンチネンタル王座戦 | 20:30 |
| 3                                                                               | ○ナイア・ジャックス (c) vs. アレクサ・ブリス●                                           | WWEロウ女子王座戦               | 10:20 |
| 4                                                                               | ○ジェフ・ハーディー (c) vs. ランディ・オートン●                                         | WWE US王座戦                    | 12:00 |
| 5                                                                               | ○ダニエル・ブライアン vs. ビッグ・キャス●                                               | シングルマッチ                  | 7:45  |
| 6                                                                               | ○カーメラ (c) vs. シャーロット・フレアー●                                               | WWEスマックダウン女子王座戦     | 10:01 |
| 7                                                                               | △A.J. スタイルズ (c) vs. 中邑真輔△ - 両者KOにより無効試合 (A.J. スタイルズが王座防衛)   | ノーDQ形式WWE王座戦             | 21:05 |
| 8                                                                               | ○ブラウン・ストローマン & ボビー・ラシュリー vs. ケヴィン・オーウェンズ & サミ・ゼイン● | タッグマッチ                    | 8:40  |
| 9                                                                               | ○ローマン・レインズ vs. サモア・ジョー●                                                 | シングルマッチ                  | 18:10 |
| - (c) – 試合開始時点でのチャンピオンを指す - P – プレショーで行われた試合を指す |                                                                                         |                                 |       |

### 第15回大会 (2020年) WWE Backlash 2020
| No.                                                                             | 結果 | 試合形式                                    | 時間  |
| ------------------------------------------------------------------------------- | --- | ------------------------------------------- | ----- |
| 1P                                                                              | ○アポロ・クルーズ (c) vs. アンドラーデ● (with エンジェル・ガルザ & ゼリーナ・ヴェガ)                                                 | WWE US王座戦                                | 7:25  |
| 2                                                                               | ○ベイリー & サーシャ・バンクス (c) vs. アレクサ・ブリス & ニッキー・クロス● vs. ジ・アイコニックス (ビリー・ケイ & ペイトン・ロイス) | トリプルスレッド形式WWE女子タッグ王座戦     | 8:50  |
| 3                                                                               | ○シェイマス vs. ジェフ・ハーディー●                                                                                                  | シングル戦                                  | 16:50 |
| 4                                                                               | △アスカ (c) vs.ナイア・ジャックス△ 両者カウントアウトによる決着 (アスカが王座防衛)                                                   | WWEロウ女子王座戦                           | 8:25  |
| 5                                                                               | ○ブラウン・ストローマン (c) vs. ザ・ミズ & ジョン・モリソン●                                                                         | ハンディーキャップ形式WWEユニバーサル王座戦 | 7:20  |
| 6                                                                               | ○ドリュー・マッキンタイア (c) vs. ボビー・ラシュリー● (with MVP)                                                                     | WWE王座戦                                   | 13:15 |
| 7                                                                               | ○ランディ・オートン vs. エッジ● | シングル戦                                  | 44:45 |
| - (c) – 試合開始時点でのチャンピオンを指す - P – プレショーで行われた試合を指す | |                                             |       |

### 第16回大会 (2021年) WWE WrestleMania Backlash 2021
| No.                                        | 結果                                                                                        | 試合形式                              | 時間  |
| ------------------------------------------ | ------------------------------------------------------------------------------------------- | ------------------------------------- | ----- |
| 1                                          | ○シェイマス vs. リコシェ●                                                                   | シングル戦                            | 7:12  |
| 2                                          | ○リア・リプリー (c) vs. アスカ● vs. シャーロット・フレアー                                  | トリプルスレッド形式WWEロウ女子王座戦 | 15:22 |
| 3                                          | ●ロバート・ルード & ドルフ・ジグラー (c) vs. レイ・ミステリオ & ドミニク・ミステリオ○       | WWEスマックダウンタッグ王座戦         | 17:02 |
| 4                                          | ○ダミアン・プリースト vs. ザ・ミズ● (with ジョン・モリソン)                                 | ランバージャック戦                    | 6:57  |
| 5                                          | ○ビアンカ・ベレア (c) vs. ベイリー●                                                         | WWEスマックダウン女子王者戦           | 16:05 |
| 6                                          | ○ボビー・ラシュリー (c) (with MVP) vs. ドリュー・マッキンタイア vs. ブラウン・ストローマン● | トリプルスレッド形式WWE王座戦         | 14:12 |
| 7                                          | ○ローマン・レインズ (c) (with ポール・ヘイマン) vs. セザーロ●                               | WWEユニバーサル王座戦                 | 27:35 |
| - (c) – 試合開始時点でのチャンピオンを指す |                                                                                             |                                       |       |

### 第17回大会 (2022年) WWE WrestleMania Backlash 2022
| No.                                        | 結果 | 試合形式                                      | 時間  |
| ------------------------------------------ | --- | --------------------------------------------- | ----- |
| 1                                          | ○コーディ・ローデス vs. セス・"フリーキン"・ロリンズ● | シングル戦                                    | 20:45 |
| 2                                          | ○オモス (with MVP) vs. ボビー・ラシュリー● | シングル戦                                    | 8:50  |
| 3                                          | ○エッジ vs. AJ・スタイルズ● | シングル戦 ダミアン・プリーストの介入不可     | 16:25 |
| 4                                          | ●シャーロット・フレアー (c) vs. ロンダ・ラウジー○ | アイ・クイット形式WWEスマックダウン女子王座戦 | 16:35 |
| 5                                          | ○マッドキャップ・モス vs. ハッピー・コービン● | シングル戦                                    | 9:50  |
| 6                                          | ○ザ・ブラッドライン (ローマン・レインズ & ジ・ウーソズ (ジェイ・ウーソ & ジミー・ウーソ)) vs. ドリュー・マッキンタイア & RK・ブロー● (ランディ・オートン & リドル) | 6人タッグチーム戦                             | 22:20 |
| - (c) – 試合開始時点でのチャンピオンを指す | |                                               |       |

### 第18回大会 (2023年) WWE Backlash 2023
| No.                                        | 結果 | 試合形式                             | 時間  |
| ------------------------------------------ | --- | ------------------------------------ | ----- |
| 1                                          | ○ビアンカ・ベレア (c) vs. イヨ・スカイ●                                                                                    | WWEロウ女子王座戦                    | 18:00 |
| 2                                          | ○セス・"フリーキン"・ロリンズ vs. オモス● (with MVP)                                                                       | シングル戦                           | 10:30 |
| 3                                          | ○オースティン・セオリー (c) vs. ボビー・ラシュリー vs. ブロンソン・リード●                                                 | トリプルスレッド形式WWE US王座戦     | 6:50  |
| 4                                          | ○リア・リプリー (c) vs. ゼリーナ・ヴェガ●                                                                                  | WWEスマックダウン女子王座戦          | 7:10  |
| 5                                          | ○バッド・バニー vs. ダミアン・プリースト●                                                                                  | サン・フアン・ストリート・ファイト戦 | 25:00 |
| 6                                          | ○ザ・ブラッドライン (ソロ・シコア, ジェイ・ウーソ & ジミー・ウーソ) vs. ケビン・オーエンズ, マット・リドル● & サミ・ゼイン | 6人タッグチーム戦                    | 22:00 |
| 7                                          | ○コーディ・ローデス vs. ブロック・レスナー●                                                                                | シングル戦                           | 9:40  |
| - (c) – 試合開始時点でのチャンピオンを指す | |                                      |       |

### 第19回大会 (2024年) WWE Backlash France
| No.                                        | 結果 | 試合形式                               | 時間  |
| ------------------------------------------ | --- | -------------------------------------- | ----- |
| 1                                          | ○ザ・ブラッドライン (ソロ・シコア & タマ・トンガ) (with ポール・ヘイマン) vs. ケヴィン・オーエンズ & ランディ・オートン● | ストリート・ファイト形式タッグチーム戦 | 19:25 |
| 2                                          | ○ベイリー vs. ナオミ● vs. ティファニー・ストラットン                                                                     | トリプルスレッド形式WWE女子王座戦      | 13:10 |
| 3                                          | ○ダミアン・プリースト (c) vs. ジェイ・ウーソ●                                                                            | 世界ヘビー級王座戦                     | 15:45 |
| 4                                          | ●ザ・カブキ・ウォーリアーズ (アスカ & カイリ・セイン) (c) vs. ビアンカ・ベレア & ジェイド・カーギル○                     | WWE女子タッグチーム王座戦              | 17:25 |
| 5                                          | ○コーディ・ローデス vs. AJ・スタイルズ●                                                                                  | WWE統一王座戦                          | 27:20 |
| - (c) – 試合開始時点でのチャンピオンを指す | |                                        |       |

### 第20回大会 (2025年) WWE Backlash 2025
| No.                                                                    | 試合予定*                                                                                   | 試合形式                                                |
| ---------------------------------------------------------------------- | ------------------------------------------------------------------------------------------- | ------------------------------------------------------- |
| 1                                                                      | ジョン・シナ (c) vs. ランディ・オートン                                                     | WWE統一王座戦                                           |
| 2                                                                      | ライラ・ヴァルキュリア (c) vs. ベッキー・リンチ                                             | WWE女子インターコンチネンタル王座戦                     |
| 3                                                                      | パット・マカフィー vs. グンター                                                             | シングル戦                                              |
| 4                                                                      | ジェイコブ・ファトゥ (c) vs. LAナイト vs. ダミアン・プリースト vs. ドリュー・マッキンタイア | フェイタル・フォー・ウェイ形式WWEユナイテッドステイツ戦 |
| 5                                                                      | ドミニク・ミステリオ (c) vs. ペンタ                                                         | WWEインターコンチネンタル王座戦                         |
| - (c) – 試合開始時点でのチャンピオンを指す *試合は変更される可能性あり |                                                                                             |                                                         |